# Venezolanische Literatur
Die venezolanische Literatur ist die Literatur Venezuelas in spanischer Sprache und als solche ein Bestandteil der hispanoamerikanischen Literatur. Sie wurde in Europa allerdings nicht in dem Umfang rezipiert wie etwa die mexikanische oder kolumbianische Literatur, die auch weitaus umfangreicher sind. Das liegt an der relativ schmalen Schicht des gebildeten bürgerlichen Lesepublikums in Venezuela, an der sozialen Abscheidung der Eliten, aber auch an langen Phasen der Diktatur im 20. Jahrhundert, die die intellektuelle Produktion behinderten und viele Autoren in die Emigration zwangen.

## Mündliche Überlieferung der indigenen Völker

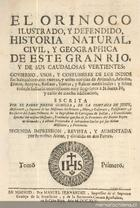
El Orinoco ilustrado y defendido von Joseph Gumilla (2. Auflage 1741)

Die erste Quelle über die Bräuche der indigenen Völker am mittleren Orinoco bildet das Werk El Orinoco ilustrado des Jesuiten Joseph Gumilla. Später sammelte der aus Italien stammende Missionar Felipe Salvador Gilii (1721–1789) Informationen über Sprachen und Mythen dieser heute meist nicht mehr existierenden Völker und über die frühe Kolonialgeschichte und publizierte sie 1780–1784 in vier Bänden in Rom. In den Überlieferungen der Indigenen am Golf von Maracaibo werden immer wieder das Petroleum (mene) und das Teer, das man zum Abdichten der Boote benutzte, erwähnt – das sich später als petróleo perverso, als Ressourcenfluch entpuppte.
Die mündlichen Überlieferungen und religiösen Traditionen vieler schriftloser indigener Völker, deren Sprachen vielleicht noch von einem Prozent der Bevölkerung Venezuelas gesprochen werden, sind zum großen Teil noch zu entdecken und zu dokumentieren, wenn es dafür nicht schon zu spät ist. Beispiele werden in verschiedenen Blogs und Veranstaltungen präsentiert, die von dem Lyriker Isaías Medina López (* 1958) koordiniert werden.

## Kolonialzeit
Im 16. und 17. Jahrhundert entstanden die frühesten Chroniken Venezuelas, das damals zum Vizekönigreich Neugranada und seit der Unabhängigkeit von 1819 bis 1830 zu Großkolumbien gehörte. Die erste Chronik eines kreolischen Historikers in barockem Stil war die Historia de la conquista y población de la provincia de Venezuela von José de Oviedo y Baños (1671–1738). In der Folge formte sich unter dem Einfluss der Aufklärung eine publizistische Kritik an der Kolonialherrschaft. Jedoch traten nur wenige bedeutende Autoren hervor. Die literarisch herausragende Gestalt der Zeit der Freiheitskämpfe ist der in Venezuela geborene, vom Klassizismus geprägte Andrés Bello (1781–1865). Bello, ein Humanist und Verfasser von Lehrgedichten („La agricultura de la zona torrida“, 1826), Publizist, Philosoph, Pädagoge, Philologe und Übersetzer von Plautus, Lord Byron und Victor Hugo, Völkerrechtler und Freund Alexander von Humboldts, hielt sich seit 1810 als Exilant, Diplomat und Hochschullehrer ständig im Ausland auf und eignete sich mehrere Sprachen autodidaktisch an. Er hinterließ ein fast unüberschaubares Gesamtwerk und verfasste als Erster eine Grammatik über den Gebrauch der spanischen Sprache in Lateinamerika. Seine Texte vermittelten erstmals ein fundiertes Wissen über die von den Kolonialherren nicht genutzten Ressourcen der neuen Welt, beschrieben freilich mit dem „ästhetischen Gestus der Alten Welt“. Seine Gedichte waren als Bestandteile eines nie zustande gekommenen Epos América konzipiert. In seiner Wahlheimat Chile polemisierte er gegen die heraufziehende Romantik.

## Romantik und Costumbrismo
Die Französische Revolution befreite das Denken Lateinamerikas aus den engen klerikalen Fesseln. Simón Bolívar, der Neugranada von der spanischen Herrschaft befreite, stand unter dem Einfluss der französischen Aufklärung. Seine Schriften und seine Gedichte erfuhren auch Anregungen von den Gedanken und Werken Alexander von Humboldts, dessen Beschreibungen der herrlichen Natur Südamerikas das kreolische Selbstbewusstsein enorm steigerte. Unter dem Einfluss Frankreichs wandten sich kreolische Autoren dem Klassizismus zu, der das Werk mehrerer Lyriker der Zeit prägte, so die Gedichte von Rafael María Baralt (1810–1860), der als erster Lateinamerikaner Mitglied der Real Academia Española wurde, von Fermín Toro (1807–1865), der als Diplomat Europa bereiste, und von José Antonio Maitín (1804–1874), einem von der kubanischen Unabhängigkeitsbewegung beeinflussten venezolanischen Lyriker, der durch seine Naturschilderungen den Übergang zur Romantik markierte. Juan Vicente González (1810?–1866), der als Jugendlicher durch den Einzug Bolívar in Caracas zutiefst bewegt wurde, war zunächst Theologiestudent, dann Schriftsteller, Biograph, Historiker und Zeitungsherausgeber (Revista literaria, 1865). Er rezipierte die französische Literatur und wird oft als erster Romantiker in Venezuela charakterisiert.
Zu den spätromantisch-costumbristischen Prosaautoren zählte Gonzalo Picón Febres (1860–1918). Eduardo Blanco (1838–1912), Romancier, epischer Dichter und kurzzeitig Außenminister, verfasste das bekannte Heldenepos des Unabhängigkeitskrieges (Venezuela heroica, 1881), das in fünf Bildern die großen Schlachten des Krieges zeichnet. In seinem historischen Roman Zárate (1882) beschreibt er die politische und soziale Bewegung der Kreolen, die nach der Revolution den Rückhalt aus dem Mutterland verloren, zum Teil verarmten und sich gegen Zuwanderer und Mulatten behaupten mussten.

## Modernismo
Als Vorläufer des Modernismo kann Juan Antonio Pérez Bonalde (1846–1892), ein bedeutender spätromantischer, von französischen Vorbildern wie auch von brasilianischen Zeitgenossen beeinflusster Dichter, Schriftsteller und Übersetzer gelten, der u. a. Werke Heinrich Heines Buch der Lieder erstmals ins Spanische übertrug und 1885 in New York veröffentlichte. Dorthin hatte er sich 1870 als Gegner des diktatorisch regierenden Präsidenten Antonio Guzmán Blanco begeben, und von New York aus bereiste der polyglotte Schriftsteller die halbe Welt. Hier übersetzte er auch Werke von Edgar Allan Poe ins Spanische und veröffentlichte seine eigene Gedichtsammlung Ritmos mit 35 Gedichten, von denen El canto al Niágara (1882) das bekannteste wurde. José Martí, der in dem Gedicht und in der modernistischen Bewegung einen Beitrag zur amerikanischen Identitätsbildung sah, verfasste dazu einen Prolog.

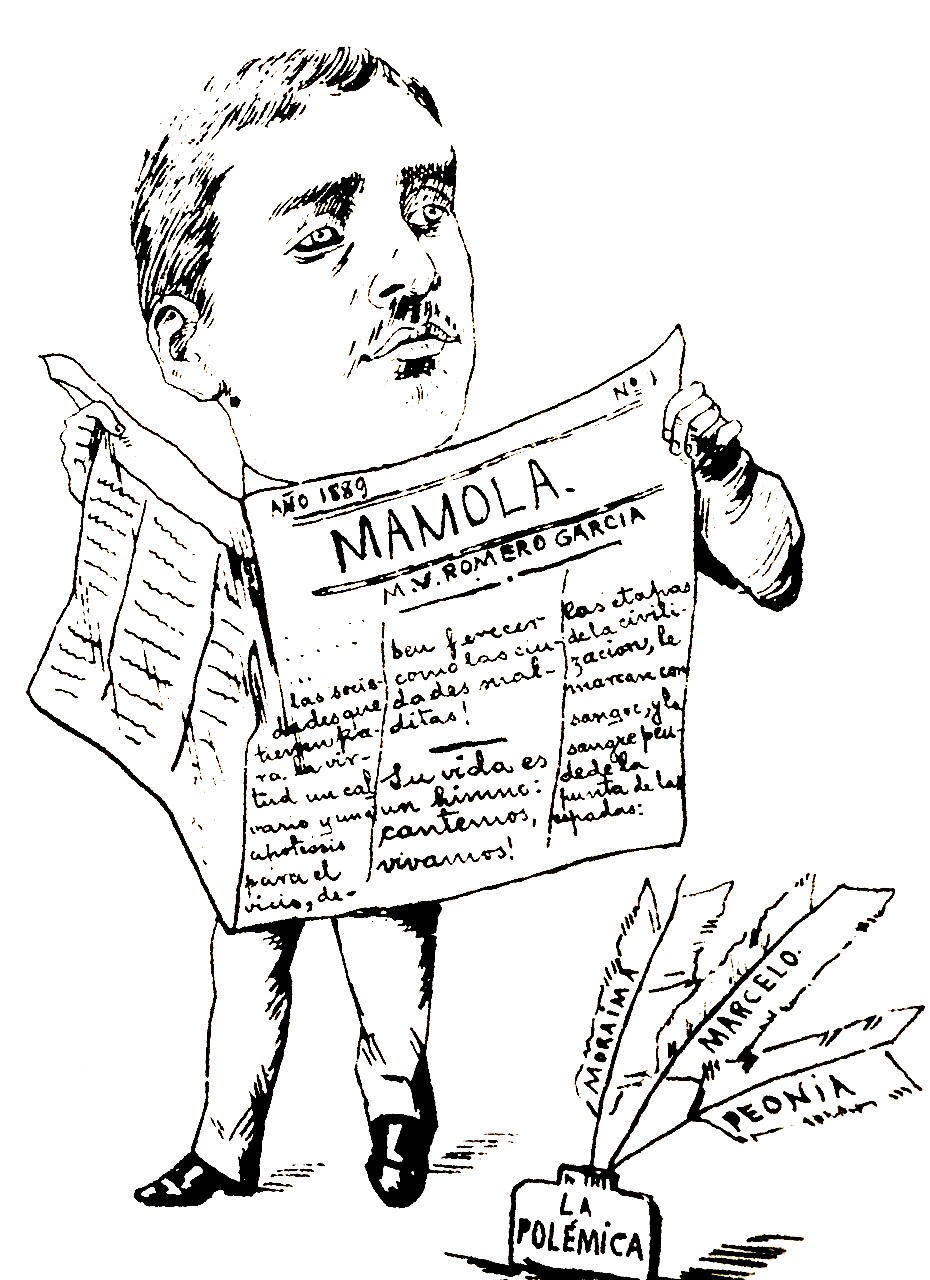
Manuel Vicente Romero García (Karikatur, 1890er Jahre)

Manuel Vicente Romero García (1865–1917) verfasste mit Peonía (1890) den ersten „kreolischen“ Roman, der die aktuelle gesellschaftliche Entwicklung Venezuelas spiegelte. Der Autor spielte eine militärische Rolle in der Revolution von 1899, blieb aber der Nachwelt meist als Politiker in Erinnerung – wie die meisten venezolanischen Autoren, die sich als Diplomaten, Juristen, Militärs, Unternehmer oder Beamte einen Namen machten und ihre schriftstellerischen Tätigkeit davon trennten. Der Criollismo spielte in Venezuela eine geringere Rolle als etwa in Argentinien oder Chile. Realismus und Naturalismus konnten sich in Venezuela gegen Ende des 19. Jahrhunderts nur zögerlich durchsetzen.
Andrés Mata (1870–1931), Dichter, Schriftsteller und Journalist, steht mit seiner tragischen Liebesaffäre „Idilio Trágico“ zwischen Romantik und Modernismo. Zeitweise lebte er im Exil in Curacao und der Dominikanischen Republik bis 1895. Später wurde er Parlamentarier und war als Diplomat in Europa tätig, wo er in Paris starb. Der Erzähler Pedro Emilio Coll (1872–1947) gilt neben Mata als wichtigster Begründer und Förderer des Modernismo in Venezuela, der sich in der Gruppe der sogenannten Generación del 98 sammelte. Als Diplomat und Politiker lernte er die europäischen Kulturen kennen. Zu dieser Gruppe, einer Parallelentwicklung zur spanischen Generation von 1898, zählten auch Luis Manuel Urbaneja Achelpohl (1873–1937) und Manuel Díaz Rodríguez (1871–1927). In seinem Künstlerroman Idolos rotos (1901) spricht Rodríguez die Bedrohung Lateinamerikas durch die USA an und klagt über die versiegende Schaffenskraft in einer teils dekadenten, teils barbarischen hispanoamerikanischen Welt. In Sangre patricia (1902) erzählt er vom Erlöschen einer kreolischen Aristokratenfamilie und kritisiert implizit die Orientierung der lateinamerikanischen Eliten an französischen und nordamerikanischen Vorbildern.

## Das frühe 20. Jahrhundert
Die Diktatur des Juan Vicente Gómez (1908–1935) verschärfte einerseits die geistige und politische Unterdrückung; andererseits stieg Venezuela zum erdölexportierenden Staat auf. So kam es zu einer gewissen wirtschaftlichen Blüte, von der freilich die Masse der in der Landwirtschaft Beschäftigten nicht profitierte, neben harter Unterdrückung der Opposition. 1928 kam es zu massiven Studentenunruhen. Einige Autoren wie Manuel Díaz Rodríguez kooperierten mit dem Regime, andere wie José Antonio Ramos Sucre (1890–1930), Diplomat, Erziehungstheoretiker und Lyriker, flüchteten sich in die Hermetik der Lyrik. Ramos Sucre geißelte das intellektuelle Leben Venezuelas in seinen Schriften als mittelmäßig und konformistisch; er selbst legte an seine introvertierten Gedichte strenge Formmaßstäbe an.
Der Literaturhistoriker Rufino Blanco Fombona (1874–1944) trug durch sein wissenschaftliches und essayistisches Werk wesentlich zur Bekanntheit der venezolanischen und lateinamerikanischen Literatur bei, wobei er sich scharf von US-amerikanischen Vorbildern abgrenzte.

### Generación del 18
Die Nachkriegs-Generación del 1918 wandte sich vom Modernismo ab; sie verband Einflüsse der spanischen Klassik und aus Frankreich mit aktuellen nationalen Themen. Ihre Arbeiten sind durch einen nüchternen Ton und die Vermeidung von Sentimentalität und Metaphern gekennzeichnet. In der Lyrik hielten sie am Metrum fest und verwendeten eine bildreiche sensualistische Sprache – philosophisch waren einige ihrer Vertreter von Theorien Henri Bergsons geprägt.

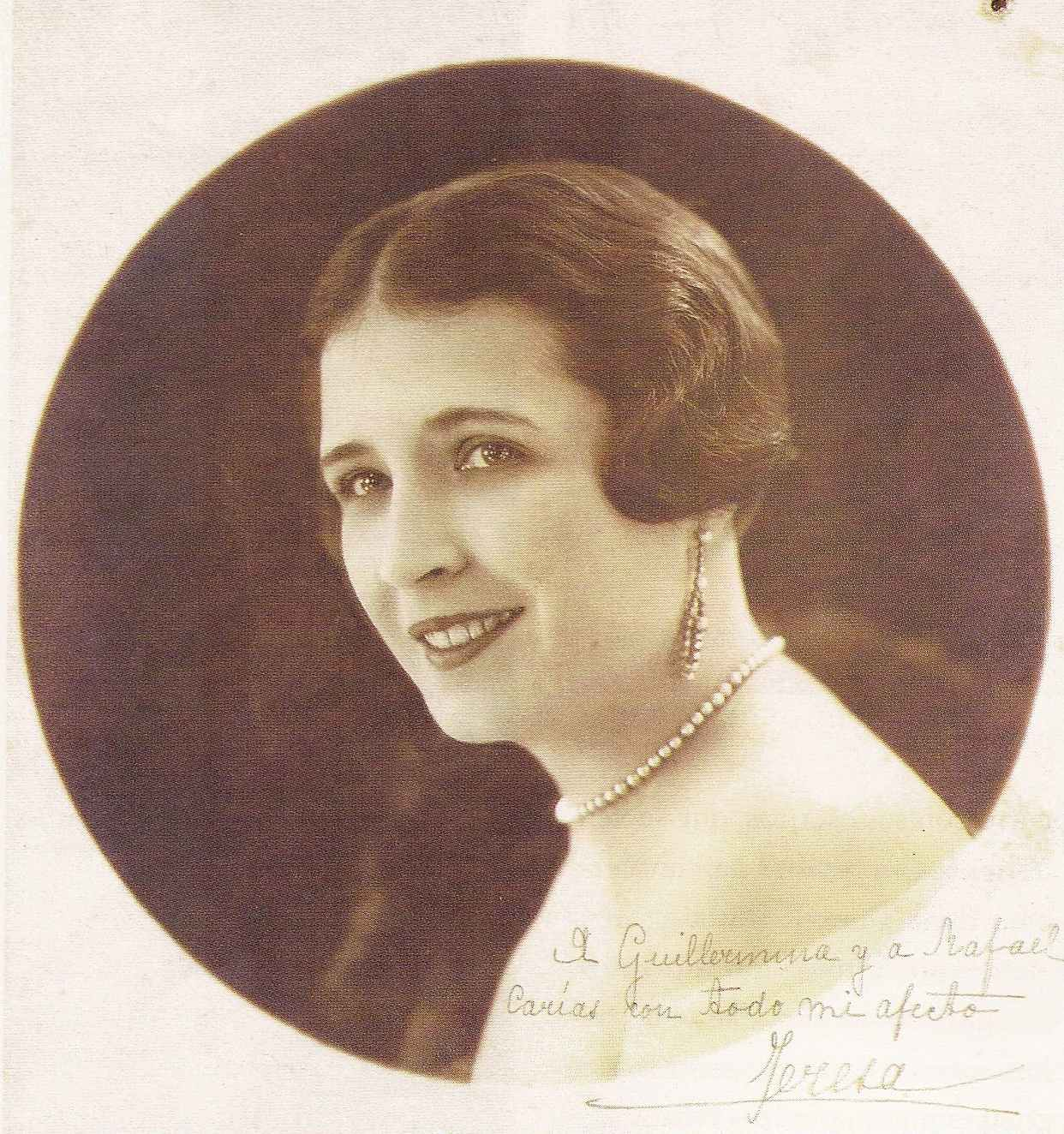
Teresa de la Parra

Als von den argentinischen Hochschulreformen beeinflusste Erneuerungsbewegung konnte sie sich im diktatorisch regierten Venezuela jedoch kaum durchsetzen. Zu ihren Vertretern zählt Rómulo Gallegos (1884–1969), der mit seiner lyrisch-realistischen Prosa der Begründer des sogenannten Selva- oder Urwaldromans, einer spezifischen Form des Regionalismo bzw. Criollismo. Kurzzeitig wurde Gallegos 1948 Präsident des Landes. Nach ihm wurde der 1964 gestiftete bedeutendste internationale Literaturpreis Venezuelas benannt, der seit 1967 zunächst alle fünf, dann alle zwei Jahre (auch an Vertreter anderer spanischsprachiger Literaturen) verliehene Premio Internacional de Novela Rómulo Gallego. Gallegos international bekannt gewordener Roman „Doña Bárbara“ (1929) behandelte den Konflikt zwischen Natur und Zivilisation, sein im spanischen Exil geschriebener, in Venezuela seinerzeit verbotener modernistischer Roman Canaima (1935) die Entwicklung indianischer Identität unter weißen Goldsuchern, Kautschukpflanzern und Nachkommen afrikanischer Sklaven.
Auch andere Autoren der Generación del 18 gingen ins Exil, so z. B. der Sohn deutscher Einwanderer Carlos Brandt (1875–1964), ein Schriftsteller und Philosoph, dessen Bücher in Europa und den USA erscheinen mussten; der weltweit in Kriegen und Revolutionen aktiver Abenteurer Rafael de Nogales (1879–1937) und der in den 1920er und 1930er Jahren durch seine Lebenserinnerungen bekannt wurde; der sozialistische Dichter, Essayist und Vertreter eines poetischen Regionalismo oder Nativismo Humberto Tejera (1890–1971), der später politische Wissenschaften in Mexiko lehrte.
Zur Generation von 1918 gehören auch José Rafael Pocaterra (1889–1955) mit seinen gesellschaftskritischen Satiren und Enrique Bernardo Núñez (1895–1964), Romanautor, Chronist der Stadt Caracas und Diplomat. Dazu zählt nicht zuletzt die in Paris geborene, am klassischen französischen Roman geschulte sowie von Juana Inés de la Cruz und Marcel Proust beeinflusste Teresa de la Parra (1889–1936), die auf sublime Art die bigotten und korrupten, vom Abstieg bedrohten Oberschichten des Landes darstellte. Ihr erst 2008 ins Deutsche übersetztes Buch Ifigenia. Diario de una señorita que escribió porque se fastidiaba („Tagebuch einer jungen Dame, die sich langweilt“) handelt vom Freiheitsdrang einer jungen in Europa aufgewachsenen Frau, für den in der feinen Gesellschaft von Caracas kein Platz ist und die nach einer Umerziehung den sozialen Konventionen geopfert wird. Das Buch, ein „Urtext“ der venezolanischen Literatur löste bei seinem Erscheinen 1924 einen Skandal aus. Weithin bekannt wurde auch ihr zweiter Roman Memorias de Mamá Blanca, der 1929 in Paris erschien.

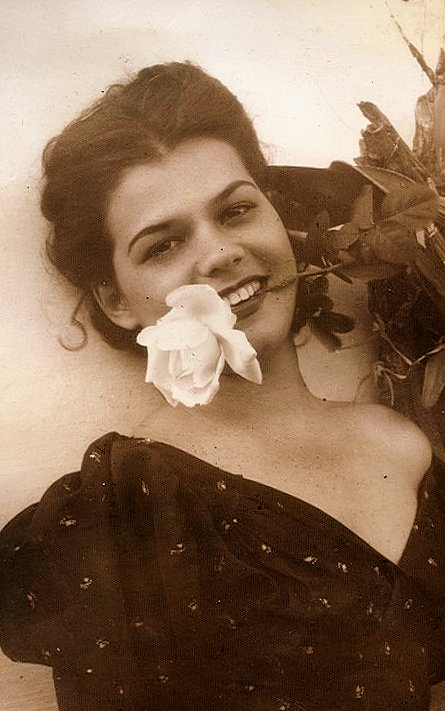
Die junge Dichterin Ana Enriqueta Terán

Ebenfalls zur Generation von 1918 wird der Lyriker und spätere erfolgreiche Diplomat und Nationalpreisträger von 1967 Fernando Paz Castillo (1893–1991) gezählt, ein Mitbegründer des Círculo de Bellas Artes und der Zeitschrift Cultura. Als späteste Vertreterin dieser Strömung gilt die von Baudelaire und Rimbaud beeinflusste sensualistische Lyrikerin und Diplomatin Ana Enriqueta Terán (1918–2017), deren mit 13 Jahren verfasste Gedichte bereits aufgefallen waren. Da sich die gläubige Katholikin und Diplomatin politisch der Linken zugehörig fühlte und ihre Sympathien den Indigenen galten, wurde ihr Werk lange Zeit ignoriert. Erst 1989 erhielt sie den Nationalpreis.

### Generación del 28
Der Protest gegen Gomez bündelte sich in der vom europäischen Avantgardismus beeinflussten Intellektuellengruppe Generación del 1928, zu der neben Sotillo, dem Lyriker, Erzähler und kurzzeitigen Außenminister Andrés Eloy Blanco (1897–1955) und dem Romancier und Lyriker Pedro Sotillo (1902–1977) auch Julio Garmendia (1898–1977), Miguel Otero Silva (1908–1985), Antonia Palacios (1904–2001) und Juan Oropeza (1906–1971) gehörten. Aus dieser Gruppe ging 1931 auch die Bewegung der revolutionären Linken Venezuelas hervor. Andrés Eloy Blancos Gedicht Píntame angelitos negros gilt als Hymne gegen die Diskriminierung der Afrovenezolaner und wurde vielfach vertont und u. a. von Eartha Kitt und Nana Mouskouri interpretiert.

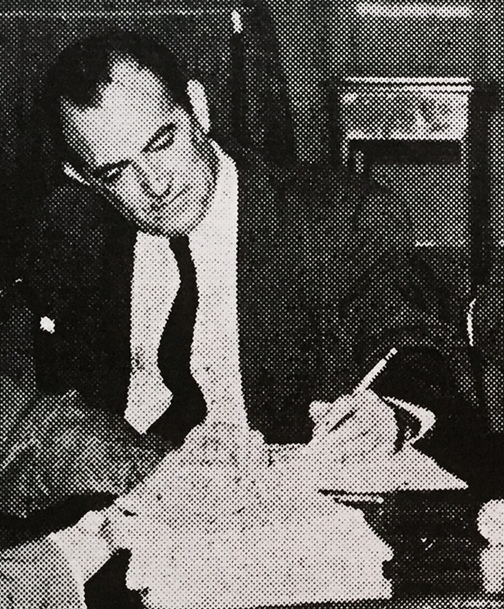
Miguel Otero Silva (um 1952)

Viele Aktivisten der Generación del 28 verließen Venezuela, so der Lyriker Antonio Arraíz (1903–1962), der – bekannt geworden durch seinen experimentellen Gedichtband „Aspero“ (1924) – im Exil das Tagebuch „Los lunares de la Virreina“ (1931) über seine Haft publizierte und 1948 endgültig in die USA auswanderte und der Historiker, Essayist, Literaturkritiker und Schriftsteller Mariano Picón Salas (1901–1965), der nach Chile emigrierte und nach seiner Rückkehr 1936 die venezolanische Schriftstellervereinigung und 1946 die Philosophische Fakultät der Universität Caracas gründete. Dort erschloss er das Erbe des lateinamerikanischen „Barroco de Indias“, der weder im Sinne des europäischen Barock noch als dessen Vergröberung in einer Gesellschaft von Sklaven und Sklavenhaltern verstanden werden kann, sondern als originelle Leistung Lateinamerikas in einer Phase zwischen der Conquista und der Unabhängigkeit zu verstehen ist.
Arturo Uslar Pietri erprobte neue Erzähltechniken in Barrabás (1928) und verfasste fünf farbig-bildhafte historische Romane.

## Der „Ölroman“: sozialer Realismus der 1930er Jahre
Das seit 1912 von der Caribbean Petroleum Company, einem Unternehmen der Shell-Gruppe in großem Maßstab geförderte Erdöl, das seit den 1920er Jahren den Kaffee als Hauptexportprodukt verdrängte, blieb lange ein eher beiläufiges Thema der venezolanischen Literatur. Allerdings hatte schon José Rafael Pocaterra mit Tierra del sol amada (1918) auf die zerstörerische Wirkung der Ölförderung auf die indigenen Gemeinschaften hingewiesen. Seit den Romanen La bella y la fiera (Madrid 1931) von Rufino Blanco-Fombona (1874–1944), Cubagua (Paris 1931) von Enrique Bernardo Núñez (1895–1964) und El señor Rasvel (Caracas 1934) von Miguel Toro Ramírez (1898–1964) wurden die sozialen Verwerfungen als Folge des Ölbooms, durch den sich der Diktator massiv bereichert hatte, und der anschließenden Weltwirtschaftskrise häufiger thematisiert. Blanco-Fombona beschreibt die internen Komplizen der ausländischen Ölgesellschaften, Miguel Toro Ramírez das Wirken amerikanischer Bürokraten, die die weitgehend von Indigenen besiedelten Ölförderregionen ausplündern und desorganisieren. Ganz im Zentrum eines Romans stehen das Erdöl, die „neuen Konquistadoren“, die es ausbeuten, und die damit verbundene Rassendiskriminierung im Roman Mene (1936) von Ramón Díaz Sánchez (1903–1968). Mene, ein indigenes Wort für Erdöl, ist dabei mit dem Begriff Menetekel assoziiert. Auch Rómulo Gallegos thematisierte in seinem achten Roman Sobre la misma tierra (Barcelona 1943) das Elend der Indigenen. Gabriel Bracho Montiels Roman Guachimanes (von engl. watchmen, Wachpersonal der internationalen Erdölgesellschaften) erschien 1954 in Santiago der Chile (Neuausgabe Caracas 2010). In diesem noch zur Zeit der Diktatur verfassten Roman beschreibt er Allgewalt des Wachpersonal und ihre Repressionstechniken.
Nach dem Tod Gomez’ im Jahr 1935 kehrten viele Intellektuelle aus dem Exil zurück; danach setzten sich rasch avantgardistische (Ultraismo) und surrealistische Tendenzen um die Zeitung Viernes durch. Viele Schriftsteller konnten sich – ähnlich wie in Mexiko – ihren Lebensunterhalt wieder durch Tätigkeiten an Universitäten oder im diplomatischen Dienst sichern, so auch die Lyriker Alberto Arvelo Torrealba (1905–1971) und Vicente Gerbasi (1913–1992) sowie der Romanautor und Journalist José Rafael Pocaterra.

## Die Nachkriegszeit: Diktatur und Exil
Während des spanischen Bürgerkriegs und nach dem Zweiten Weltkrieg nahm die Einwanderung nach Venezuela stark zu, zunächst aus politischen, dann vor allem auch aus wirtschaftlichen Gründen: Der Ölreichtum sorgte für gut bezahlte Arbeitsplätze, während in den Heimatländern der Einwanderer noch gehungert wurde. Die Migranten aus Spanien, Portugal, Italien, Argentinien oder auch Deutschland kämpften lange Zeit um die Bewahrung ihrer Identität, während viele venezolanische Intellektuelle das Land aus politischen Gründen verließen. Das war der literarischen Produktion nicht zuträglich.
Nach 1945 suchten die meisten jüngeren Autoren zunächst den Anschluss an den europäischen Avantgardismus und Surrealismus. Lange Zeit dominierte die Lyrik. Der auch als Maler bekannte Juan Calzadillo (* 1931) legte 1954 seinen ersten Gedichtband „Primeros Poemas“ vor. Ida Gramcko (1924–1994) gewann schon mit 13 Jahren ihren ersten Lyrikpreis. Efraín Subero (1931–2007) betätigte sich auch als Essayist und Kinderbuchautor.

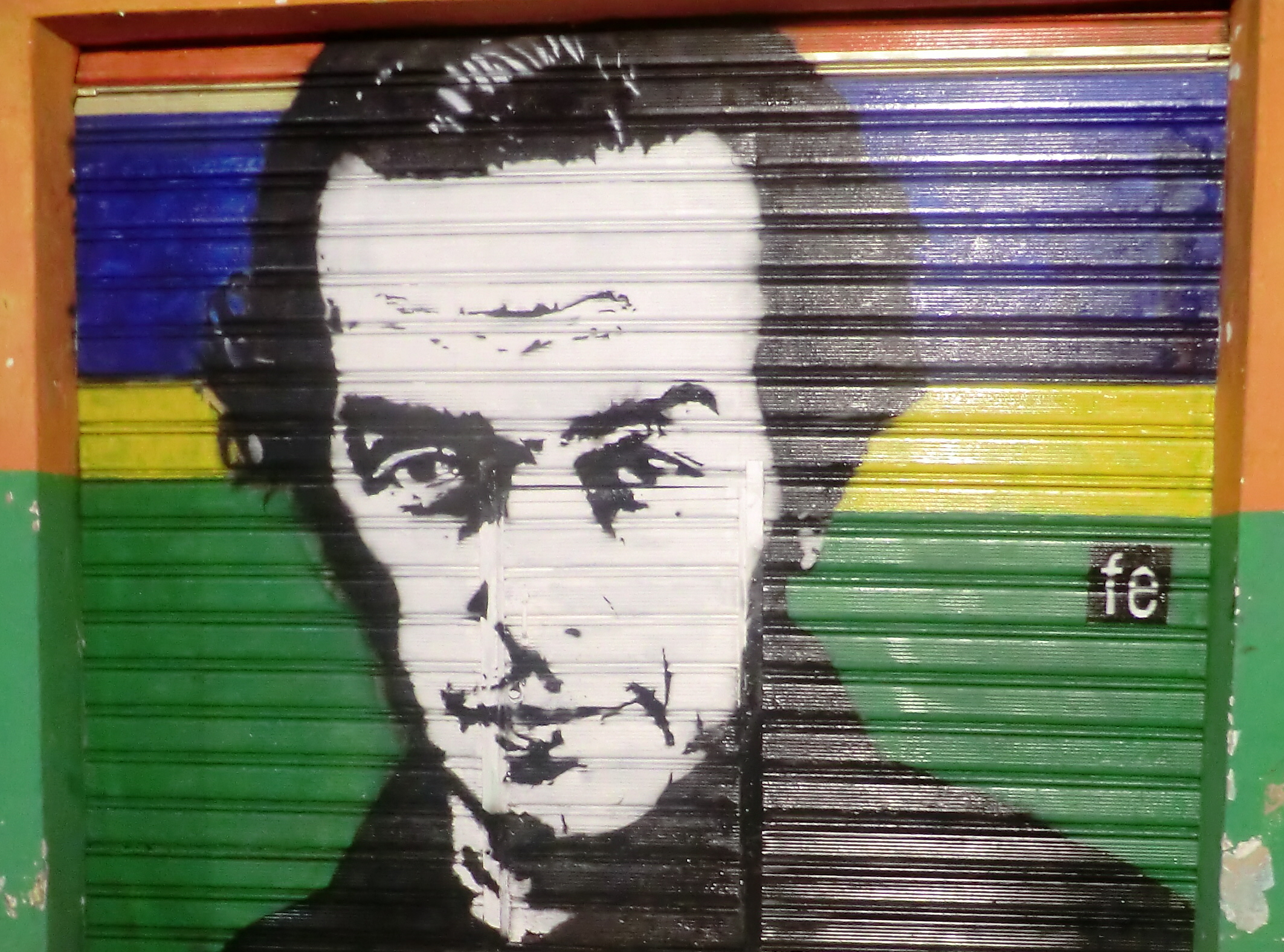
Aqulies Nazoa, gemalt von dem Straßenkünstler Fe

Die weitere Entwicklung verlief ähnlich wie in Kolumbien. Der Romanautor, Essayist, Diplomat, Minister und Hochschullehrer Arturo Uslar Pietri (1906–2001), Nachkomme des deutschstämmigen venezolanischen Freiheitskämpfers Johann von Uslar prägte 1948 den Begriff des magischen Realismus. Früh hatte er die Abhängigkeit Venezuelas von den Erdölexporten kritisiert, sah die Verarmung des Landes voraus und mahnte immer wieder eine sinnvolle Verwendung der Erlöse an. Ùslar Pietri war der einzige Schriftsteller, der zweimal den seit 1948 verliehenen Premio Nacional de Literatura erhielt. Ramón Díaz Sánchez, Nationalpreisträger von 1952, verband in seinen kurzen Romanen soziale, biographische und psychologische Analysen des Wandels der venezolanischen Gesellschaft mit hoher Darstellungskunst. In Casandra (1957) wandte er sich dem Thema der Erdöls elf Jahre nach dem Erscheinen seines Romans Mene (1936) zum zweiten Mal zu. Casandra ist ebenfalls in der Region von Zulia angesiedelt und stellt gewissermaßen eine Fortsetzung von Mene in den 1930er Jahren dar, trägt aber stärker den Charakter einer Meditation der Hauptperson über Venezuelas Zukunft. Borburata (1960) spielt hingegen in der Welt des Kaffee- und Kakaoanbaus, die aus der Perspektive einer Frau beschrieben wird.
Nach dem Sturz Gallegos 1948 und insbesondere unter der brutalen Diktatur von Marcos Pérez Jiménez 1952–1958 verließen erneut viele Intellektuelle Venezuela. Arraíz wanderte in die USA aus. Der populäre marxistische Publizist und Humorist Aquiles Nazoa (1920–1976), Träger des nationalen Zeitungspreises, musste emigrieren. Der Jurist, Erzähler und Kolumnist Guillermo Meneses (1911–1978) arbeitete während der Diktatur als Botschaftssekretär im Ausland, wo er mit linken Dissidenten kooperierte. Der sozial engagierte Carlos Augusto León (1914–1997) wurde inhaftiert und publizierte dann im Ausland, ebenso der Erzähler und Essayist José Vicente Abreu (1927–1987) der nach Inhaftierung und Folterung nach Mexiko ging, 1958 zurückkehrte und 1962 erneute nach Kuba emigrieren musste. Der Lyriker Juan Sánchez Peláez (1922–2003), ein Meister der mystischen und erotischen Lyrik („Elena y los elementos“, 1951), lebte in den 1950er Jahren lange Zeit im Ausland. In Venezuela verbliebene Autoren sammelten sich in der oppositionellen Gruppe Sardio, die 1958 unter dem Einfluss der kubanischen Revolution eine gleichnamige Zeitschrift herausgab. Der kommunistische, von Hölderlin und Rilke beeinflusste Lyriker und Essayist Rafael Cadenas (* 1930) ging 1957 ins Exil nach Trinidad und gründete nach seiner Rückkehr in den 1960er Jahren zusammen mit anderen Künstlern die Vereinigung Tabla redonda.

## Urbanisierung, Innerlichkeit undcontracultura
Seit den frühen 1960er Jahren wandte sich die Literatur stärker städtischen Themen – d. h. vor allem dem Leben in Caracas – und den individuellen Erfahrungshorizonten zu. Mit der zunehmenden Urbanisierung rückten die städtischen Randgruppen und ihre contracultura (Populärkultur) in das Zentrum der Literatur. Charakteristisch für diese Phase wurde die Verwendung von Alltagssprache einerseits und eine Tendenz zur Verinnerlichung andererseits. Adriano González León (1931–2008), ein aktiver Gegner der Jiménez-Diktatur, veröffentlichte 1963 seinen Erzählband „Asfalto-Infierno y otros relatos demoniacos“ über den Asphaltdschungel von Caracas.
Ein Sammelbecken stilistisch innovativer Autoren wurde die Gruppe El Techo de la Ballena. Im Milieu des unteren Kleinbürgertums angesiedelt sind die Erzählungen und Romane von Salvador Garmendia (1928–2001), der wegen Verletzung moralischer Prinzipien vor Gericht gestellt wurde. Zum Kreis um Garmendia, der sich auch als Regisseur bei der Verfilmung der Werke venezolanischer Autoren einen Namen machte, gehörte auch der Lyriker Ramón Palomares (* 1935).
Obwohl die Gruppe Sardio sich 1961 aufgelöst hatte, blieb das Thema der Gewalt unter der Diktatur und angesichts der Guerilla noch lange beherrschend; paradigmatisch wurde es von Abreu in seinem Buch „Se llamaba SN“ (1964) behandelt. Arturo Croce (1907–2002) griff in Talud derrumbado (1961) erneut das Thema der Gomez-Diktatur und die korrumpierende Wirkung des Erdöls auf. Im gleichen Jahr erschien Oficina No 1 von Otero Silva, in der er die Omnipotenz der Erdölgesellschaften auf dem Lande zur Zeit der Gomez-Diktatur, aber auch das Anwachsen des Widerstands gegen diese Willkür und die Gründung von Gewerkschaften schildert. Hier taucht auch erstmals die Figur des „guten“ aufgeklärten Yankee auf. Mehrere seiner Romane, die den Kampf gegen die Diktatur oder die Dekadenz der Oberklassen behandelten, wurden ins Deutsche übersetzt und erschienen in den 1960er bis 1990er Jahren im Aufbau-Verlag der DDR. Der Psychiater Francisco Herrera Luque (1927–1991) verband historische Stoffe mit genauer psychologischer Analyse.

## Der Literaturboom der 1970er und 1980er Jahre
Viele Autoren waren wegen der Enge des Buchmarktes bis weit in die 1980er Jahre darauf angewiesen, von einer Tätigkeit als Hochschullehrer oder Kulturfunktionär zu leben, so auch José Balza (* 1939), der seit den 1960er Jahren als Erzähler und Essayist hervortrat, ferner der für seinen schwarzen Humor bekannte Francisco Perez Perdomo (1930–2013) oder die Erzählerin Laura Antillano (* 1950), deren Werk eng verbunden ist mit ihrer Heimatstadt Maracaibo, wo sie seit ihrer Kindheit lebt. Eine solche Doppelexistenz führte auch Eduardo Casanova Sucre (* 1939), der u. a. als Botschafter in Dänemark und China arbeitete. Ihm gelang es, mit Los caballos de la cólera (1972) den bis dahin kaum beachteten venezolanischen Roman im gesamten hispanischen Sprachraum bekannt zu machen. Auch sein zweiter Roman La agonía del Macho Luna (1974) wurde zumindest in der spanischsprachigen Welt verbreitet. Bekannt wurden auch einige Theaterstücke wie die Komödie El solo de saxofón (1975). Denzil Romero (1938–1999), der von William Faulkner, Alejo Carpentier, Jorge Luis Borges und Carlos Fuentes beeinflusst wurde, schrieb zahlreiche Romane und Erzählungen mit historischen, erotischen und esoterischen Themen. Er wurde 1983 mit dem kubanischen Premio Casa de las Américas ausgezeichnet.
Dennoch war die intellektuelle Szene Venezuelas klein und das Publikum blieb verschlafen, es partizipierte nicht an den Debatten. Der Essayist Domingo Miliani (* 1934) kritisierte das Milieu als sanftmütig und ignorant. Seit den 1980er Jahren vervielfachte sich die literarische Produktion. Das hatte mit dem Anwachsen gebildeter und wohlhabender Mittelschichten zu tun, aber auch mit einer nationalistisch-reformerischen Politik und mit der aktiveren Rolle von Autorinnen im literarischen Leben. Als Erzählerin mit Themen aus dem Großstadtleben und dem universitären Milieu profilierte sich die Diplomatin Antonieta Madrid (* 1939), deren Werke in mehrere Sprachen übersetzt wurden. Isabel Allende lebte von 1975 bis 1988 in Venezuela und verfasste dort ihre ersten größeren Romane.

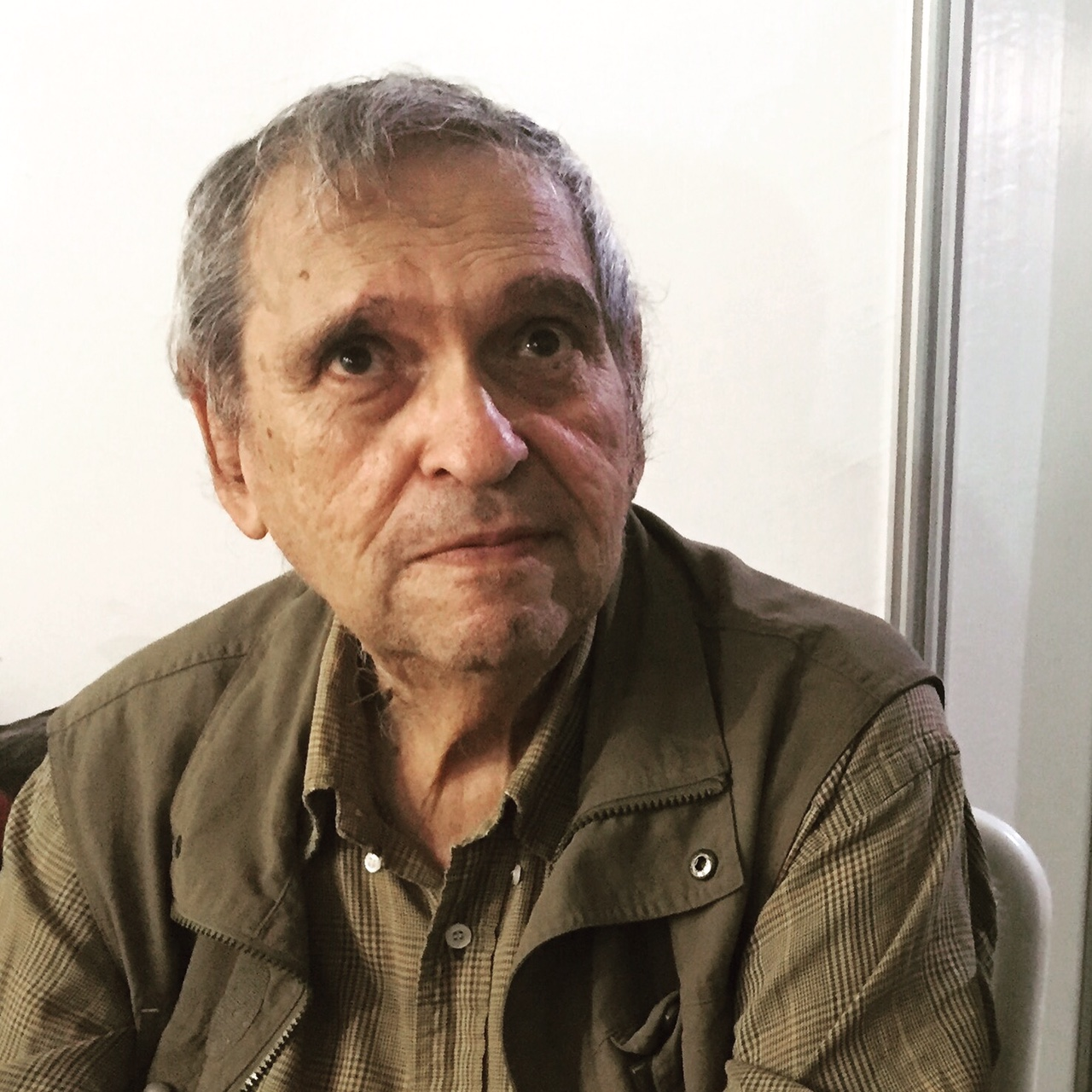
Rafael Cadenas im Jahr 2016

Die Lyrik wurde jedoch keinesfalls von der erzählenden Literatur verdrängt. Cadenas setzte in den 1960er und 1970er Jahren sein lyrisches und essayistisches Werk fort, das neben magischen auch hochreflexive Aspekte beinhaltet. Er distanzierte sich später vom Kommunismus und stand den Regierenden kritisch gegenüber, deren Namen er nicht nennt. Politik entleere den Sinn der Wörter Demokratie, Gerechtigkeit, Freiheit, und die Dichter – so Cadenas – erinnern an diese Leere. Manchmal bestehe die Würde des Dichters allein darin, etwas richtigzustellen. Cadenas publizierte bis zum Anfang des 21. Jahrhunderts und wurde im Jahr 2022 mit dem Cervantespreis für spanischsprachige Literatur ausgezeichnet. Einige Gedichte von Eugenio Montejo (1938–2008) wurden ins Deutsche übersetzt. Hanni Ossott (1946–2002) zeigte sich in ihrer Lyrik von der Nacht fasziniert. Armando Rojas Guardia (* 1949) ist eine der wichtigsten Stimmen der venezolanischen Lyrik. Er lebte lange im Ausland und zeigt sich u. a. von T. S. Eliot und Rilke beeinflusst.

## Drehbücher und Telenovelas 1980–1995
Seit den 1980er Jahren bewegen sich immer mehr Autoren in ganz unterschiedlichen Genres und Zweigen der Kulturproduktion. Der Dichter, Schriftsteller und Kulturaktivist Enrique Hernández D'Jesus (* 1947) wurde durch internationale Ausstellungen auch als Fotograf bekannt. Luis Britto García (* 1940) ist ein enorm produktiver Schriftsteller, Theaterdichter, Historiker und Sozialwissenschaftler. Die in Deutschland geborene Solveig Hoogesteijn (* 1946), die mit ihrer Familie 1947 nach Venezuela auswanderte, verfasste seit den 1970er Jahren Drehbücher für die von ihr gedrehten Spielfilme.

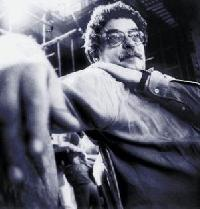
José Ignacio Cabrujas

Das Theater verlor durch den Aufschwung der Filmproduktion, die sich erst spät von den Fesseln staatlicher Bevormundung befreien konnte, stark an Bedeutung. Als innovativer und produktiver Autor von Telenovelas, aber auch als Dramatiker, Hörspielautor, Theaterwissenschaftler, Buchautor und politischer Satiriker wurde José Ignacio Cabrujas (1939–1995) bekannt. Rudolfo Izaguirre (* 1931) ist ein wichtiger Filmkritiker und Essayist. Seit 1988 leitete er die Cinemateca Nacional de Venezuela. Sein Sohn Boris Izaguirre (* 1965) schrieb die Skripten für viele venezolanische Telenovelas. Seit den 1990er Jahren geht jedoch die Filmproduktion wegen der politischen Unruhen zurück. Der in Mexiko geborene César Miguel Rondón (* 1953) weicht für die Produktion seiner Telenovelas seit etwa 2003 nach Mexiko aus.

## Die späten 1990er Jahre und derChavismo
Ángela Zago, Ex-Guerillera, Gefährtin von Hugo Chávez, Professorin und Schriftstellerin ist eine wichtige Kommunikatorin der Bolivarischen Revolution. Der Lyriker Luis Alberto Crespo (* 1941) ist venezolanischer Botschafter bei der UNESCO. Durch Romane und Erzählungen, die auch die Mythen der venezolanischen Revolution seit dem 19. Jahrhundert analysiere, trat seit den 1990er Jahren die Psychoanalytikerin Ana Teresa Torres (* 1945) hervor. 2001 erhielt sie den Anna-Seghers-Preis. Der Schriftsteller und Essayist Enrique Moya (* 1958) lebt heute als Übersetzer in Österreich. Juan Carlos Méndez Guédez (* 1967) legte seit Mitte der 1990er Jahre ein umfangreiches erzählerisches Werk vor, das in Teilen bereits ins Französische übersetzt wurde. Heute lebt er in Spanien. Der Politologe Francisco Suniaga (* 1954), bekannt durch Schilderungen blutiger Hahnenkämpfe auf der Isla Margarita in seinem Erfolgsroman La otra Isla (2005, dt.: „Die andere Insel“, 2011), lehrte zeitweise in Frankfurt. Juan Carlos Chirinos (* 1967) ist Autor und gibt Literatukurse. Er hat Romane, Kurzgeschichten, Biografien und Essays veröffentlicht sowie zahlreiche Anthologien herausgegeben. Ein Teil seiner Arbeiten wurde ins Englische, Französische, Italienische, Portugiesische und Arabische übersetzt. Seit 1997 lebt er in Spanien. Auch Autorinnen und Autoren aus Einwandererfamilien meldeten sich in den 1990ern häufiger zu Wort wie z. B. Cristina Policastro (* 1955 oder 1956).
Nachdem Hugo Chávez 1998 die Wahlen gewonnen hatte, solidarisierten sich viele Intellektuelle auch aus der bürgerlichen Mitte mit seiner Bewegung. Es gibt jedoch wenige Romane, die sich mit den Umbrüchen in der Entwicklung des Landes unter der Regierung Chávez befassen. Nur der 2016 auch in deutscher Sprache erschienene Roman Die letzten Tage des Commandante des Erzählers, Romanautors und Regisseurs von Telenovelas für Sender in Venezuela, Kolumbien und Mexiko Alberto Barrera Tyszka (* 1960) behandelt die tumultuösen Umstände des Todes von Chávez aus der Perspektive einer politisch gespaltenen Mittelschichtsfamilie und fand ein positives Echo. Von dem mehrfach preisgekrönten Autor stammt auch der Roman La enfermedad (2006; engl. The Sickness, 2010) über das Schweigen einer Ärztin gegenüber ihrem todkranken Vater.
In den Jahren von 2004 bis 2014 wuchs die Zahl der ins Deutsche übersetzten venezolanischen Titel deutlich an. Auf der 10. Internationalen Buchmesse im März 2014 in Caracas beteiligten sich keine westeuropäischen Länder, hingegen neben lateinamerikanischen und afrikanischen Staaten auch Russland, China, Indien, Nordkorea, der Iran und Palästina. Diese Messe stand weitgehend im Zeichen der Politliteratur anlässlich des Todes Chávez’ 2013. Die Buchproduktion, die sich im unteren Mittelfeld der lateinamerikanischen Staaten bewegte, befindet sich zum großen Teil in der Hand staatlicher Stiftungen. Im Vergleich zum Buchmarkt stieg die Bedeutung von Telenovelas wesentlich stärker an. Leonardo Padrón (* 1959) verfasste das Drehbuch für die in der gesamten spanischsprachigen Welt verbreitete Serie La mujer perfecta (2010).

## Staatskrise und Exil
Seit 2013/14 befindet sich das Land in einer schweren wirtschaftlichen und politischen Krise, die von Zensurmaßnahmen gegen Zeitungen, Rundfunk und Fernsehen begleitet wird. Misswirtschaft und Machtmissbrauch führten zu einer humanitären Katastrophe, in deren Verlauf 4,5 Millionen Venezolaner ins Ausland geflohen sind. Zwar blieben Verlage, Buchhandlungen und Schriftsteller von staatlichen Eingriffen weitgehend unberührt. Eine Buch- und Filmproduktion ist jedoch aus ökonomischen Gründen kaum noch möglich. Viele Intellektuelle kündigten der bolivarischen Revolution die Gefolgschaft auf und emigrierten, da ihnen der Chavismo keine Beschäftigungsmöglichkeiten mehr bot. Auch kehrten Autoren, die aus dem bis vor wenigen Jahren von Krisen und Bürgerkrieg geschüttelten Kolumbien nach Venezuela emigriert waren, wieder in ihre Heimat zurück. Der Theaterautor, Erzähler und Kolumnist Ibsen Martínez (* 1951) lebt heute in Kolumbien, Leonardo Padrón ging mach Mexiko, Karina Sainz Borgo (* 1982) emigrierte 2007 nach Spanien. In ihrem Debütroman Nacht in Caracas (dt. 2019 und Übersetzungen in 25 andere Sorachen) malt sie ein düsteres Bild des Chaos und der Gewalt im Lande. Von Flucht und Tod im Grenzgebiete handelt ihr zweiter Roman „Das dritte Land“ (dt. 2023). 
Da der Staat mit seiner ineffizienten und korrupten Bürokratie die Gesellschaft nicht vollständig kontrollieren kann, gibt es auch immer wieder lautstarke oder subtile Ausdrucksformen des Protests in den sozialen Medien und auf der Bühne. Die Produktion von Büchern ist jedoch aus Kostengründen fast unmöglich geworden.